# Chaetodon flavirostris
Espèce
Statut de conservation UICN

 LC  : Préoccupation mineure
Chaetodon flavirostris est une espèce de poisson appartenant à la famille des Chaetodontidae.